# John Ljunggren
John Arthur Ljunggren (ur. 9 września 1919 w Forshedzie, zm. 13 stycznia 2000 w Bor) – szwedzki chodziarz, specjalizujący się w chodzie na 50 kilometrów.
Jest jednym z najbardziej utytułowanych chodziarzy w historii. Od 1946 do 1964 startował we wszystkich igrzyskach olimpijskich i mistrzostwach Europy i za każdym razem dochodził do mety.
Na mistrzostwach Europy w 1946 w Oslo zdobył złoty medal w chodzie na 50 km. Powtórzył ten sukces na igrzyskach olimpijskich w 1948 w Londynie. Na mistrzostwach Europy w 1950 w Brukseli zdobył srebrny medal na tym dystansie (brązowy zdobył jego brat Verner). Zajął 9. miejsce na 50 km na igrzyskach olimpijskich w 1952 w Helsinkach i 4. miejsce na mistrzostwach Europy w 1954 w Bernie.
Na igrzyskach olimpijskich w 1956 w Melbourne zdobył brązowy medal w chodzie na 50 kilometrów, a w chodzie na 20 kilometrów był czwarty. Chód na 50 km na mistrzostwach Europy w 1958 w Sztokholmie ukończył na 9. miejscu. Ostatni swój medal na wielkich zawodach zdobył na igrzyskach olimpijskich w 1960 w Rzymie, gdzie zajął 2. miejsce w chodzie na 50 km (na 20 km był 7.). Później zajął 5. miejsce na 50 km na mistrzostwach Europy w 1962 w Belgradzie, a na swych ostatnich igrzyskach olimpijskich w 1964 w Tokio, kiedy miał 45 lat, zajął 19. miejsce na 20 km i 16. miejsce na 50 km.
Pięciokrotnie poprawiał rekordy świata w chodzie na bieżni: w 1951 i 1953 na 50 000 m (do czasu 4:29;58,0) oraz na 30 mil (do 4:21:11,0), a w 1952 na 30 000 m (2:27:42,0).
Podczas swojej kariery wziął udział w 499 chodach, z których wygrał 315, 101 razy był drugi i 33 trzeci.